# Saline de Montferrand
La saline de Montferrand est exploitée à la fin XIXe siècle à Montferrand dans le département du Doubs, en région de Bourgogne-Franche-Comté. Alimentée par la saline de Pouilley, elle ferme en 1899. La concession appartient à la Compagnie des sels de Besançon.
Le gisement exploité correspond au bassin salifère de Franche-Comté daté du Trias supérieur.